# Chris Peers
Chris Peers (Deinze, 3 maart 1970) is een voormalig Belgisch wielrenner. Peers was  professional tussen 1992 en 2004. Hij begon zijn carrière bij Collstrop. Van 1996 tot 1999 reed hij voor de Lotto-wielerploeg. In 2000 stapte hij over naar de Franse wielerploeg Cofidis. In 2004 sloot hij zijn carrière af bij Chocolade Jacques. Na zijn actieve loopbaan werd Peers ploegleider bij Jartazi, een Belgische ploeg die uitkwam in de continentale circuits.

## Palmares
1996
- Zottegem - Dr. Tistaertprijs

1999
- 2e - Veenendaal-Veenendaal
- 3e - Dwars door België, Waregem
- 9e - Kuurne-Brussel-Kuurne
- 10e - Omloop Het Volk, Lokeren (klassieker)
- 13e - Delta Profronde van Midden-Zeeland, Goes
- 16e - Parijs-Roubaix (wereldbeker)
- 20e - Ronde van Vlaanderen, Meerbeke (wereldbeker)
- 28e - Parijs-Tours (wereldbeker)
- 35e - Milaan-San Remo (wereldbeker)
- 43e - HEW Cyclassics, Hamburg (wereldbeker)
- 68e - Amstel Gold Race, Maastricht (wereldbeker)

2000
- 15e - Kuurne-Brussel-Kuurne

2001
- Eindklassement Circuit Franco-Belge

2003
- Omloop van de Vlaamse Scheldeboorden

## Resultaten in voornaamste wedstrijden
| Jaar | Ronde van Italië | Ronde van Frankrijk | Ronde van Spanje |
| ---- | ---------------- | ------------------- | ---------------- |
| 1992 |                  |                     |                  |
| 1993 |                  |                     |                  |
| 1994 |                  |                     |                  |
| 1995 |                  |                     |                  |
| 1997 |                  |                     |                  |
| 1998 |                  |                     | 73e              |
| 1999 |                  |                     | opgave           |
| 2000 |                  | opgave              |                  |
| 2001 |                  |                     |                  |
| 2002 |                  |                     |                  |
| 2003 |                  |                     |                  |
| 2004 |                  |                     |                  |

| Jaar | Milaan-San Remo | Gent-Wevelgem | Ronde van Vlaanderen | Parijs-Roubaix | Amstel Gold Race | E3 Harelbeke | Parijs-Tours | Dwars door Vlaanderen |  | WK op de weg |  | Wereldranglijsten |
| ---- | --------------- | ------------- | -------------------- | -------------- | ---------------- | ------------ | ------------ | --------------------- |  | ------------ |  | ----------------- |
| 1992 |                 |               | 100e                 |                |                  |              |              |                       |  |              |  |                   |
| 1993 |                 |               | 69e                  | 58e            |                  |              | 80e          |                       |  |              |  |                   |
| 1994 |                 | 78e           |                      |                |                  |              | 159e         |                       |  |              |  |                   |
| 1995 |                 |               |                      |                |                  |              | 109e         |                       |  |              |  |                   |
| 1997 |                 | 38e           | 90e                  |                |                  | 24e          |              |                       |  |              |  |                   |
| 1998 |                 | 82e           |                      |                |                  | 15e          | 55e          | 49e                   |  |              |  |                   |
| 1999 | 35e             | 41e           | 20e                  | 16e            | 68e              | 17e          | 28e          | Brons                 |  |              |  |                   |
| 2000 | 80e             | 5e            | 23e                  |                |                  | ↑            | 28e          | 11e                   |  | 24e          |  |                   |
| 2001 | 92e             | 7e            | 6e                   | 9e             | 10e              | 8e           | 51e          | 11e                   |  |              |  | 17e (UWB)         |
| 2002 |                 |               |                      |                |                  | 10e          | 118e         | 14e                   |  |              |  |                   |
| 2003 |                 | 43e           | 28e                  | 30e            |                  |              |              |                       |  |              |  |                   |
| 2004 |                 | 29e           | 42e                  | 61e            | 60e              |              |              | 72e                   |  |              |  |                   |